# Municipio de Houston (Minnesota)
El municipio de Houston (en inglés: Houston Township) es un municipio ubicado en el condado de Houston en el estado estadounidense de Minnesota. En el año 2010 tenía una población de 396 habitantes y una densidad poblacional de 4,56 personas por km².

## Geografía
El municipio de Houston se encuentra ubicado en las coordenadas 43°48′53″N 91°33′0″O / 43.81472, -91.55000. Según la Oficina del Censo de los Estados Unidos, el municipio tiene una superficie total de 86.88 km², de la cual 86,06 km² corresponden a tierra firme y (0,94 %) 0,82 km² es agua.

## Demografía
Según el censo de 2010, había 396 personas residiendo en el municipio de Houston. La densidad de población era de 4,56 hab./km². De los 396 habitantes, el municipio de Houston estaba compuesto por el 96,46 % blancos, el 0,25 % eran amerindios, el 0,76 % eran asiáticos y el 2,53 % eran de una mezcla de razas. Del total de la población el 1,26 % eran hispanos o latinos de cualquier raza.